# 原州DB新世代
原州DB新世代（韓語：원주 DB 프로미，英語：Wonju DB Promy）是一支以江原特別自治道原州市為根據地的韓國職業籃球隊，隸屬於韓國籃球聯賽。球隊法律形式為股份有限公司，並為DB集團的子公司。
2005年10月，DB集團自三寶電腦手中收購了「原州TG三寶新世代」籃球隊，並以東部財產保險（現稱DB損害保險）作為母公司，正式創立現今的原州DB新世代。
在2007–08賽季以僅48場比賽的聯盟最少場次，便拿下了常規賽冠軍，並最終奪得總冠軍，完成隊史第三次（V3）總冠軍的壯舉。
特別是球員金周成，當時同時榮獲常規賽最有價值球員（MVP）、總決賽MVP以及全明星賽MVP，成為KBL史上首位達成「單季三冠王（Triple Crown）」的球員，創下韓國職業籃球的歷史性紀錄。